# Freesendorfer See
Der Freesendorfer See in Mecklenburg-Vorpommern liegt im Landkreis Vorpommern-Greifswald südlich des Greifswalder Boddens, von welchem er nur durch eine schmale Landbrücke getrennt ist. Er ist zirka 740 Meter lang und zirka 920 Meter breit.
Der Freesendorfer See liegt etwa sechs Kilometer nordöstlich des Seebades Lubmin am Ausgang des Peenestroms. Greifswald befindet sich 22 Kilometer südwestlich und Wolgast 13 Kilometer südlich. Das Gewässer begrenzt zusammen mit seinen Abläufen die (Halb-)Insel Struck im Westen. Westlich des Sees befinden sich die Freesendorfer Salzwiesen.
Der See hat eine Fläche von zirka 0,48 km² und gehört seit 1925 zusammen mit dem Peenemünder Haken und der Insel Ruden zum ältesten Naturschutzgebiet Vorpommerns „Peenemünder Haken, Struck und Ruden“.
Der See ist mit dem Greifswalder Bodden und dem Spandowerhagener Wiek durch zwei Gräben verbunden und besitzt durch diese Verbindung zum Meer einen Übergangsstatus vom Brack- zum Süßwassersee. Er ist ein echter Strandsee und dient als Wasservogelrastplatz. Seine Ufer werden von Schilfgürteln mit Strandastern gesäumt und werden durch die umgebenden Salzwiesen mit ihren Prielen, Tümpeln und Sandbänken gekennzeichnet.
Im See gibt es Vorkommen an Brackwasserhahnenfuß (Ranunculus baudotil), einer Unterart des Schild-Wasserhahnenfußes.